# 噴射傑格
噴射積格(日文：ジェットジャガー/英文：Jet Jaguar，又稱噴射杰格)是哥吉拉系列電影中，唯一的一巨大人型角色。登場於《哥吉拉對梅加洛》，《哥吉拉 奇異點》

## 起源
其造型設計是安丸信行和小林知己，其概念來源自東寶舉辦的兒童徵文比賽，因而被認為是參考了超人力霸王跟無敵鐵金剛。

## 概述

### 《哥吉拉對梅加洛》
- 身高：1.8公尺(平常)/50公尺(戰鬥時)
- 體重：150千克(平常)/2.5萬噸
- 飛行速度：3.5馬赫

噴射傑格是青年科學家伊吹吾郎所開發的等身大機器人，鮮豔的色彩及「笑臉」為其特徵，並能理解人類與怪獸的語言。曾被來報復人類的梅加洛劫走，讚伊吹收回控制權後，他便向哥吉拉求援。在帶領哥吉拉前往日本的途中，噴射傑格的人工知能自我覺醒，突然放大身型，前去跟梅加洛大打出手。在蓋剛加入戰局後，成了二對二的狀況。本來是為了日常生活補助用而開發的，因此沒有任何固定武裝，在戰鬥時主要靠肉搏，並且擁有強大的飛行能力。

### 《哥吉拉 奇異點》
噴射傑格（Jet Jaguar）
大瀧工廠所製造的機器人，通稱噴射傑格(日文：ジェットジャガー/英文：Jet Jaguar) 。在本作前期為需要駕駛的人型機器人，後來潤將手機的人工智慧安裝上去，成為了和以前特攝片設定相同的自律型機器人，能獨立作戰。在遠古流傳下的古史羅之圖中，被稱為"鎮西玄統""。最後因解析alapu upala，受隱藏在歌曲中的暗碼影響自主更新成了"噴射傑格P.P"。
噴射傑格  原始型態  (ジェットジャガー·プロトタイプ)：
外觀長臂短腿 ，是大瀧工廠製造的人型機器人，由於原本是在慶典上表演用的，並不具備戰鬥功能，因此第一戰就損傷慘重，駕駛員老爹肋骨斷裂、全身多處骨折。其後的所有型態外觀都是由噴射傑格的造型延伸，更換部份配件。
噴射傑格  耐久型態  (ジェットジャガー·タンクタイプ)：
在面對過拉頓第一型態後，機身嚴重損壞；下半身以三足的業務型機器人代替，更適合長距離移動，於安基拉斯討伐戰中受損一足，被迫以二足狀態進行討伐。
噴射傑格  β型態  (ジェットジャガーβ)：
使用了替換用的下半身及手臂，目的是更快的面對近身戰，並拆除駕駛座移植人工智慧，整體巨大化達到7公尺高。老爹將安基拉斯連鋼索都能只靠重量壓斷的角加工成專用長槍，戰鬥能力大幅提升。東京戰鬥開始前因解析alapu upala自主更新成了"噴射傑格P.P"，導致人格及語言能力幼兒化，隨外在刺激重新安裝語言、詞彙等。最後戰時為了飛到哥吉拉上方臨時加裝了飛行外掛螺旋槳。
噴射傑格 巨大態  (ジェットジャガー·巨大態)：
因為達到了足以對抗破局的瞬間"噴射傑格PP"想起了一切，原因可以說是奇蹟的不明地巨大化(和拉頓第三型都有黑霧纏繞)，擁有足以推開哥吉拉最終型態的體型，並說出"自己就是對抗破局的代碼"，對潤致上感謝與告別之後被哥吉拉的噴射熱線正面擊中身體，同時發動正交對角器的正確效果，將全世界的紅塵無效化轉化成藍色結晶、怪獸也不再活動。在《哥吉拉對梅加洛》中噴射傑格是有著和哥吉拉相當的巨大化變身型態，此橋段正是對該作的致敬。

## 外部連結
- 【哥吉拉怪獸介紹】 你看我的臉有在笑嗎？ 噴射杰格
- 噴射傑格[]

1. ↑  噴射傑格的片假名轉平假名，再轉成漢字